# Monte Masaraga
Monte Masaraga es un estrato volcán extinto, que se encuentra en la ciudad de Ligao en la provincia de Albay, parte de la región de Bicol, en la isla de Luzón, al norte del país asiático de las Filipinas, en la latitud 13.32 ° N (13 ° 20'N), longitud 123.60 ° E (123 ° 35 'E).
El monte Masaraga está cubierto de bosque, y es afilado, alcanzando una altitud de 1328 metros (4357 pies) snm. Está al lado y es el más cercano al cono perfecto del volcán Mayon.